# Zona Franca de Manaos
La Zona Franca de Manaos (ZFM) fue creada por el Decreto-Ley 288/1967 para impulsar el desarrollo económico de la Amazonia Occidental de Brasil. Administrado por la Suframa (Superintendencia de la Zona Franca de Manaos), el polo industrial abriga en la actualidad (2015) cerca de 720 industrias, especialmente concentradas en los sectores de televisión, informática y motocicletas. Los últimos años, el polo recibió un nuevo impulso con los incentivos fiscales para la implantación de la tecnología de TELE digital en Brasil.
La ZFM comprende tres polos económicos: comercial, industrial y agropecuario.
El polo comercial tuvo mayor ascenso hasta el final de la década de 1980, cuando Brasil adoptaba el régimen de economía cerrada. El polo industrial es considerado la base de sustentación de la ZFM, ya que consta de aproximadamente 600 industrias de alta tecnología, generando más de medio millón de empleos, directos e indirectos, principalmente en los segmentos de electro electrónicos, dos ruedas y químicos. Entre los productos fabricados se destacan: aparatos celulares y de audio y video, televisores, motocicletas, concentrados para refrigerantes, entre otros. El polo agropecuario abriga proyectos de producción de alimentos, agroindustria, piscicultura, turismo, mejoramiento de madera, entre otros.

## Beneficios fiscales
Las industrias reciben los siguientes incentivos para instalarse en la Zona Franca de Manaos:
- Exención del impuesto de importación, que permite que empresas actúen como montadoras usando tecnología internacional.
- Exención del impuesto de exportación.
- Exención del impuesto sobre productos industrializados (IPI).
- Descuento parcial, suministrado por el gobierno provincial, en el impuesto de circulación de mercancías y servicios (ICMS).
- Exención por diez años, suministrado por el municipio de Manaos, de IPTU, de la tasa de licencia para funcionamiento y de la tasa de servicios de limpieza y conservación pública.

Pero, aún con los incentivos dados, el polo es una importante y creciente fuente de recaudación pública: en 2006, el Estado del Amazonas recaudó, de las empresas del polo, R$ 3,6 mil millones (con aumento del 71,52% en relación con 2002) y el Gobierno Federal recaudó R$ 6,8 mil millones (suba del 102,86% en relación con 2002).

## Administración
La Zona Franca de Manaos es gestionada y fiscalizada por la Superintendencia de la Zona Franca de Manaos (SUFRAMA). Para que nuevas empresas puedan instalarse en el polo es necesario presentar un proyecto viable al órgano para su aprobación.

## Controversias
En los últimos años, el modelo Zona Franca de Manaos ha sido objeto de un intenso debate sobre su efectividad en términos de generación de empleo y eficiencia de las reducciones de impuestos, así como sobre el costo logístico del transporte de productos finales y la incapacidad del polo para innovar. Muchos críticos señalan que el modelo se ha convertido en un centro de subsidios en el que toda la economía del estado de Amazonas se ha arrastrado a inversiones adictivas y de baja calidad, de las cuales el estado es completamente dependiente y no tiene la garantía de atraer nuevas inversiones a su territorio. Como resultado, tiene una reducción promedio de 25 mil millones de reales (6 mil millones de dólares) por año indicada para un tipo de modelo económico susceptible a las fluctuaciones del mercado y en una región volátil al desgaste de la economía brasileña, además de ser insostenible a largo plazo, debido a la creciente dependencia de las exenciones de impuestos públicos para garantizar el poder de competencia a las empresas privadas instaladas. Los defensores del modelo, por otro lado, señalan el hecho de que, en el último medio siglo de su existencia, la ZFM ha frenado la deforestación ilegal de la vegetación nativa de la Amazonia en el Estado de Amazonas, y que la actual dependencia del Estado en el modelo se debe a cuestiones burocráticas que no son flexibles, relacionadas con la legislación ambiental severa que creó obstáculos a la interiorización de las inversiones, así como a la falta de inspección y regulación. También señalan la incapacidad de la nación brasileña para invertir en sectores esenciales de la economía, como la logística. Muchos defensores del modelo argumentan que la posibilidad de un retiro repentino generaría una desinversión sistémica, hasta al punto de que el Estado no pudiese revertir los problemas sociales que se causarían, además de causar un deterioro en cuestiones ambientales. Argumentan, como tesis, que el Estado de Amazonas, aunque conservado, se encuentra en la Amazonía central, una parte sensible e importante en la regulación del clima y las precipitaciones en la Sudamérica. 
- Datos: Q2059699
- Multimedia: Zona Franca de Manaus (Brazil) / Q2059699